# 7日間の恋人
『7日間の恋人』（なのかかんのこいびと、原題：影子愛人、英題：Shadows of Love／Repeat I Love You）は、2012年の香港・中国合作映画。
共同経営者兼婚約者が行方不明になった大企業のCEOに代役を依頼された、婚約者に瓜二つの花屋の女性とそのCEOの間に生まれる恋を描いたロマンティック・コメディ映画。主演はセシリア・チャンとクォン・サンウ。

## キャスト
- サム／パリス：セシリア・チャン（二役）
- クォン・ジョンフン：クォン・サンウ
- チョイ・ユン：ジン・ティエン
- ジョニー：ディン・チュンチェン
- 美恵子：アンジェラ・チャン
- ビー・ダー：ジン・ボーラン
- ：リチャード・ン

## スタッフ
- 監督：プーン・ユンリョン
- 製作：スタンリー・クワン
- 脚本：ビン・ウー、プーン・ユンリョン
- 撮影：ヴィーナス・カン
- 音楽：ネイサン・ワン